# مهيبة (اسم)
مُهيبة اسم علم مؤنث عربي قديم.

## معناه
المرأة الموقرة والمُعظمة الصائحة الزاجرة الداعية الرزينة الخَليلة المُبجلة المرهوبة.